# Far Eastern Air Transport
Far Eastern Air Transport est une compagnie aérienne taïwanaise basée à Taipei, capitale de Taïwan. Elle effectue des vols commerciaux réguliers internationaux et domestiques. L'Aéroport de Taipei Songshan est sa base d'opération principale.

## Historique

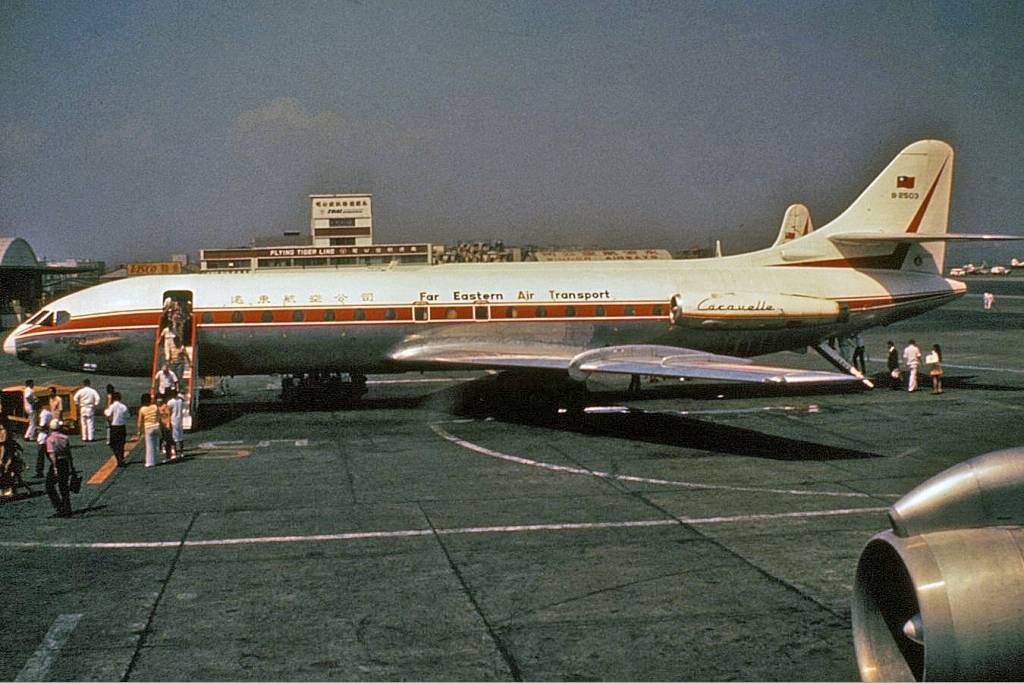
Far Eastern Air Transport Caravelle

La compagnie a été créée en 1957 par Mr Hu Tung-Ching. C'était la première compagnie de transport aérien privée entièrement taïwanaise. La première ligne régulière a été ouverte en 1962 entre Taipei et Kaohsiung.
Le 22 août 1981, un Boeing 737 de la compagnie s'écrase à Sanyi, une commune de l'Ouest de Taïwan. La catastrophe aérienne fait 110 victimes : les six membres d'équipage et tous les passagers, dont la romancière japonaise Kuniko Mukōda.

## Lignes desservies

### Domestiques
- Taipei - Kaohsiung (ouvert en janvier 1962)  ;
- Kaohsiung - Makung (janvier 1970)  ;
- Taipei - Hualien (janvier 1970)  ;
- Taipei - Makung (décembre 1971)  ;
- Taipei - Tainan (mai 1974)  ;
- Taipei - Taitung (avril 1977)  ;
- Kaohsiung - Hualien (avril 1977)  ;
- Taipei - Kinmen (septembre 1987)  ;
- Kaohsiung - Kinmen (décembre 1992).

### Internationales
- CKS - Palau (janvier 1988)

- CKS - Subic Bay (février 1988)

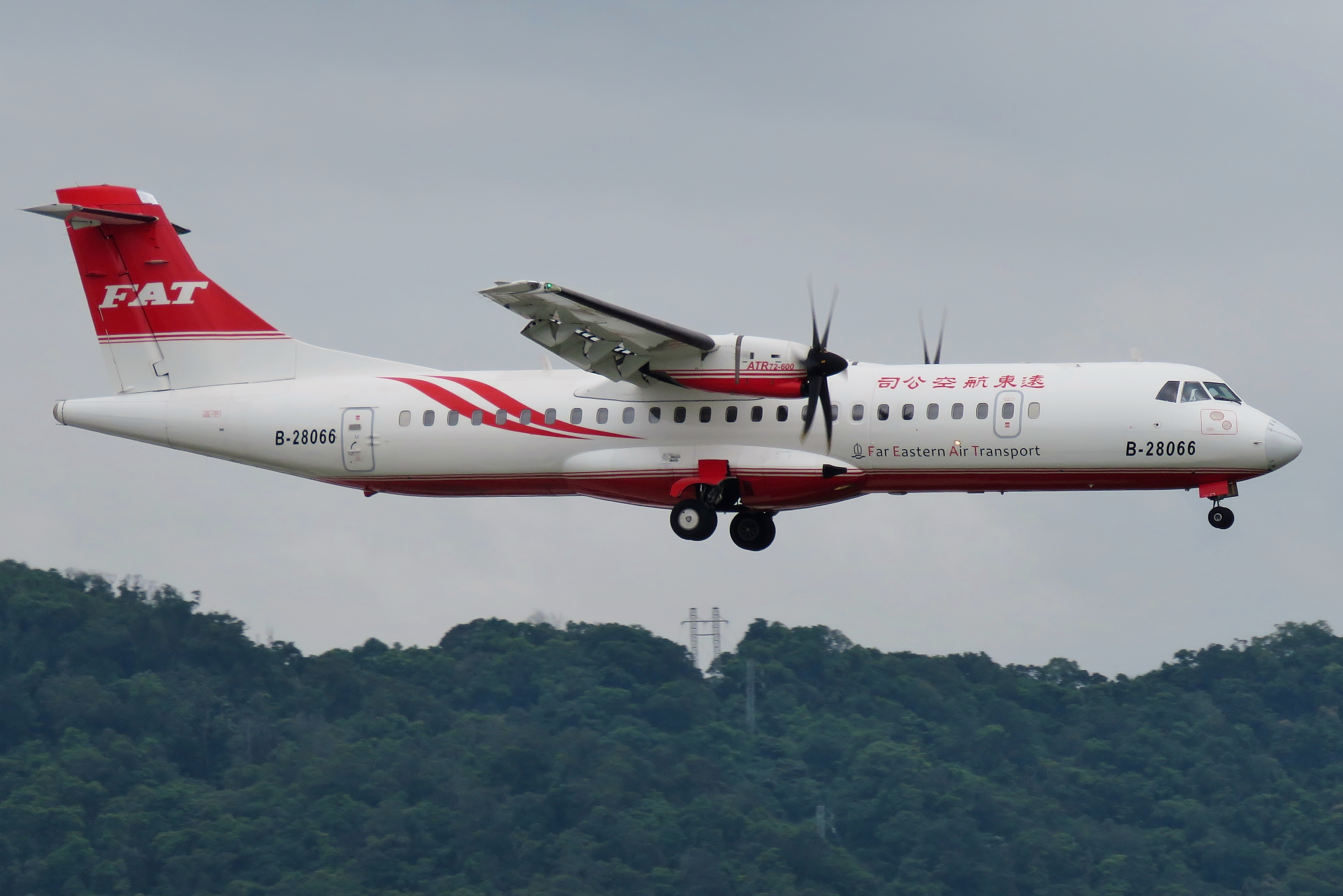
Far Eastern Air Transport ATR 72-600 (72-212A)

- CKS - Kota Kinabalu (octobre 1999)

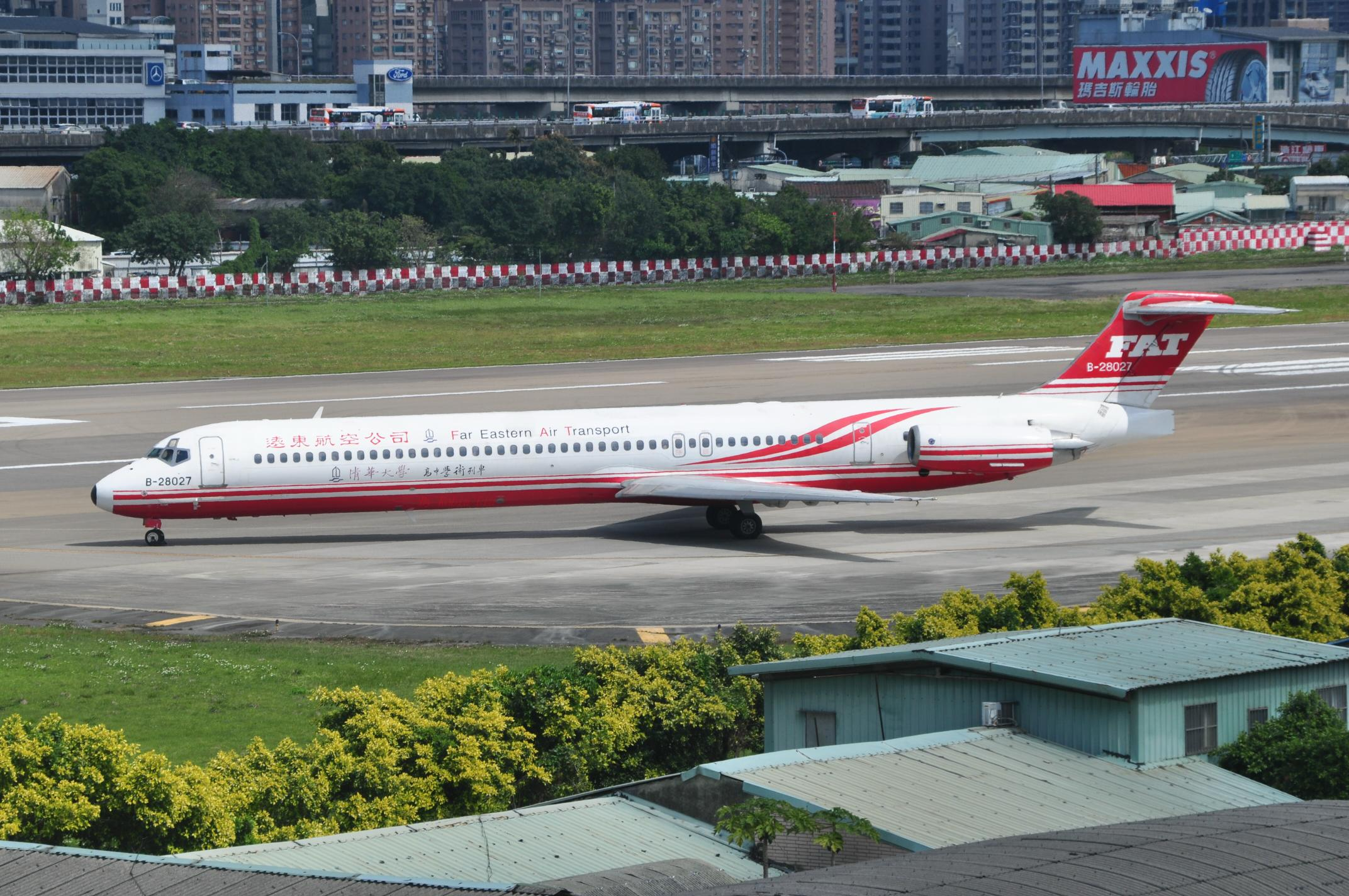
Un MD-83 à Taipei Songshan

- Kaohsiung - Phuket (janvier 2000)
- Kaohsiung - Laoag (avril 2001)
- CKS - Utapo (juin 2001)
- Kaohsiung - Denpasar (mai 2002)
- CKS - Krabi (juin 2002)

## Flotte aérienne
Far Eastern Air Transport possède en novembre 2020 :
- 6 ATR 72-600

- 4 McDonnell Douglas MD-82 ;
- 2 McDonnell Douglas MD-83 .

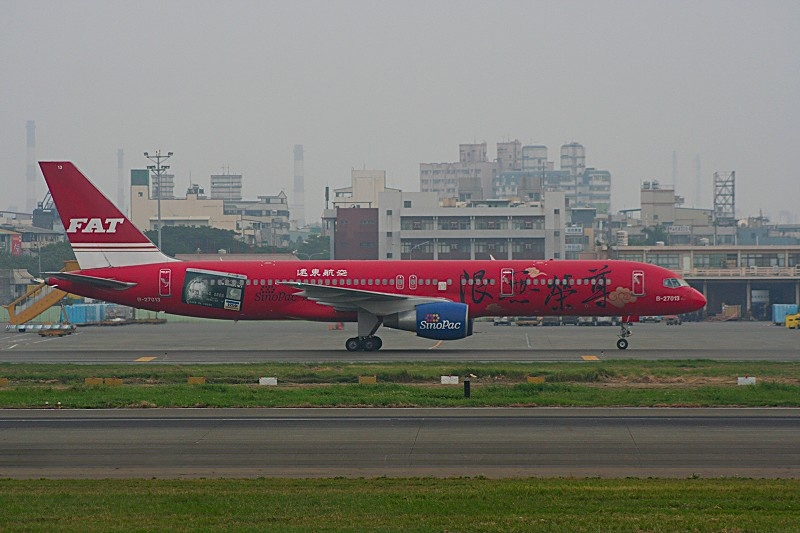
Boeing 757-27A « B-27013 » de Far Eastern Air Transport à Kaohsiung en octobre 2006.

La compagnie a utilisé par le passé :
- McDonnell Douglas MD-90.

- Beechcraft C-45 Expeditor
- Boeing 737-100
- Boeing 737-200
- Boeing 757-200
- Douglas DC-3
- Douglas DC-6
- Handley Page Herald
- Sud Aviation Caravelle
- Vickers Viscount